# Space Jam (trilha sonora)
Space Jam é o álbum da trilha sonora original do filme de 1996 estrelado por Michael Jordan e o elenco de Looney Tunes. Um álbum com a trilha do filme de James Newton Howard também foi lançado. A trilha sonora foi lançada pela Warner Sunset e Atlantic Records em 29 de outubro de 1996. "I Believe I Can Fly", de R. Kelly foi lançado pela primeira vez na trilha sonora.

## Faixas
| N.º            | Título                                                                                       | Produtor(es)                         | Duração |  |
| 1.             | "Fly Like an Eagle" (Seal)                                                                   | Seal                                 | 4:15    |  |
| 2.             | "The Winner" (Coolio)                                                                        | Dobbs                                | 4:03    |  |
| 3.             | "Space Jam" (Quad City DJ's)                                                                 | Jay "Ski" McGowan                    | 5:07    |  |
| 4.             | "I Believe I Can Fly" (R. Kelly)                                                             | R. Kelly                             | 5:22    |  |
| 5.             | "Hit 'Em High (The Monstars' Anthem)" (B-Real, Busta Rhymes, Coolio, LL Cool J & Method Man) | Poke and Tone                        | 4:18    |  |
| 6.             | "I Found My Smile Again" (D'Angelo)                                                          | D'Angelo                             | 6:16    |  |
| 7.             | "For You I Will" (Monica)                                                                    | David Foster                         | 4:56    |  |
| 8.             | "Upside Down ('Round-N-'Round)" (Salt-N-Pepa)                                                | Rashad Smith & Armando Colon         | 4:17    |  |
| 9.             | "Givin' U All That I've Got" (Robin S.)                                                      | Terry                                | 4:04    |  |
| 10.            | "Basketball Jones" (Barry White & Chris Rock)                                                | Lou Adler & Jamey Jaz                | 5:40    |  |
| 11.            | "I Turn to You" (All-4-One)                                                                  | James Harris III & Terry Lewis       | 4:53    |  |
| 12.            | "All of My Days" (R. Kelly part. Changing Faces & Jay-Z)                                     | Kelly                                | 4:02    |  |
| 13.            | "That's the Way (I Like It)" (Spin Doctors part. Biz Markie)                                 | Danny Kortchmar & Peter Denenberg    | 3:50    |  |
| 14.            | "Buggin'" (Bugs Bunny)                                                                       | Dominique Trenier and Dominique Owen | 4:15    |  |
| Duração total: | Duração total:                                                                               | Duração total:                       | 1:05:10 |  |

## Recepção
A trilha sonora alcançou a posição número 2 na Billboard 200 dos Estados Unidos. Foi certificado como platina dupla em janeiro de 1997. Em 2001, a trilha sonora ganhou 6x de certificado de Platina. Cada disco de platina representa 1 milhão de cópias vendias.